# Ephedranthus columbianus
Ephedranthus columbianus är en kirimojaväxtart som beskrevs av Paulus Johannes Maria Maas och Van Setten. Ephedranthus columbianus ingår i släktet Ephedranthus och familjen kirimojaväxter. Inga underarter finns listade i Catalogue of Life.